# Hans Kelsen

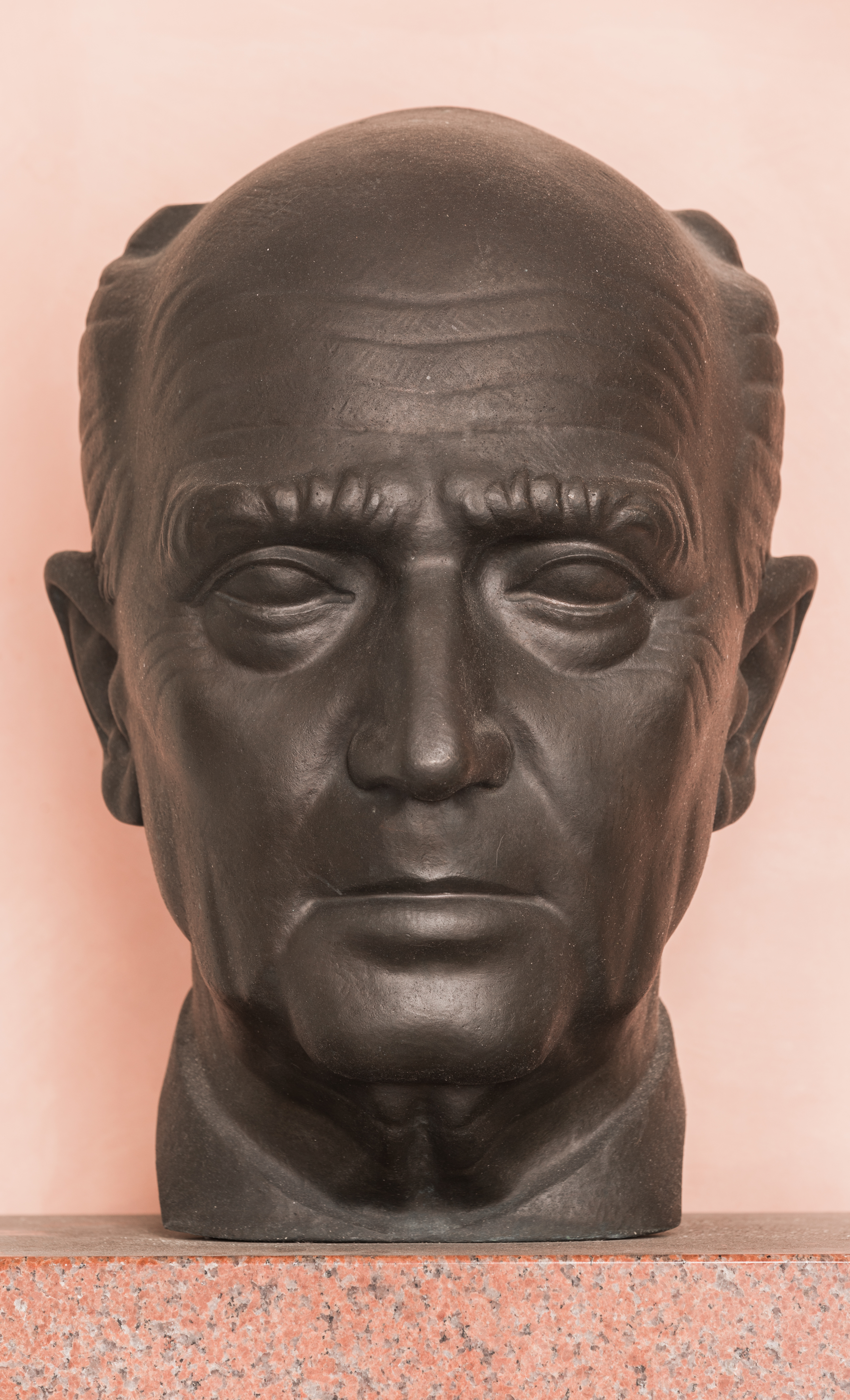
Byst av Hans Kelsen i Wiens universitet.

Hans Kelsen, född 11 oktober 1881 i Prag i dåvarande Österrike-Ungern (nuvarande Tjeckien), död 19 april 1973 i Berkeley i Kalifornien i USA, var en jurist och rättsfilosof. Han var en av 1900-talets mest tongivande rättsfilosofer och rättsteoretiker som skrivit flera framstående verk i rättspositivistisk anda. Även hans andel vid utarbetandet av Österrikes konstitution i början av 1900-talet var betydande.

## Biografi
Hans Kelsen föddes i en tysktalande judisk familj, som son till Adolf Kelsen (1850–1907) och Auguste Löwy (1860–1950). Under hans tidiga barndom flyttade familjen till Wien, där han senare studerade vid Wiens universitet. Han konverterade då till katolicismen av politiska skäl. 1905 utgav han sin första bok, Die Staatslehre des Dante Alighieri (Dantes statslära). 1911 fick han tjänst vid Wiens universitet och utgav sitt första stora arbete Hauptprobleme der Staatsrechtslehre entwickelt aus der Lehre vom Rechtssatze och utsågs till professor 1918. Han gifte sig med Margarete Bondi 1912, och de fick två döttrar.
1919 fick han i uppdrag att utforma en ny konstitution för Österrike, vilken antogs 1920 och sedan dess förblivit tämligen oförändrad. Han invaldes efter några år in i Högsta domstolen och utövade ett stort inflytande såväl praktiskt som teoretiskt.
På grund av politiska oroligheter flyttade han till Köln i Tyskland där han undervisade i internationell rätt och frågor om suveränitet, samt skrev böcker i polemik mot nazister som Carl Schmitt. När nazisterna kom till makten flyttade han med sin familj till Genève i Schweiz, där han arbetade med Nationernas Förbunds fördrag.
År 1934 publicerade Kelsen sitt huvudverk Reine Rechtslehre - den rena rättsläran (varav en ny reviderad utgåva utkom 1960). Med sin Reine Rechtslehre strävade Kelsen till att konstruera en ren, från alla politiska inslag fri rättsteori. Däri presenterar Kelsen sin berömda teori om normpyramiden som ytterst justifieras av den förutsatta grundnormen (Grundnorm), en teori som numera nämns i snart sagt alla grundverk i allmän rättsteori.
Andra världskriget tvingade honom att flytta än en gång, och han begav sig till USA, där han fick anställning vid Harvard University, men flyttade sedan till University of California. Han var under denna tid främst inriktad på hur rättskällor och rättssystem utvecklats, om medborgares skyldigheter, och om ledares jämställdhet. Här tillkom även ett par av hans senare huvudverk, Peace through Law (1944) och kanske framför allt The General Theory of Law and State (1945). Efter krigsslutet anlitades han som juridisk sakkunnig vid Nürnbergrättegångarna och skrev The Law of the United Nations 1950 om FN-stadgan, Säkerhetsrådet och FN:s organisation och funktion. 1952 utkom han med Principles of International Law.
Kelsens rättsfilosofi anses vara genomgående rättspositivistisk. Dock har Kelsens teori om "grundnormen" kritiserats för bristande rättspositivism då grundnormen är en förutsatt (eller tänkt) inte en stadgad norm. Den kanske mest kända kritiken mot Kelsens grundläggande rättsuppfattning har anförts av den danske rättsteoretikern Alf Ross,[källa behövs] själv lärjunge till Kelsen. Med sin kritik av Kelsens uppfattningar kom Ross att lägga grunden till den skola som kallas den skandinaviska realismen.
I politiskt avseende ansågs Kelsen vara socialdemokrat.
Kelsen dog 92 år gammal i Berkeley. Alltsomallt publicerade Kelsen över 400 verk, som översatts till 24 olika språk. Han promoverades till hedersdoktor vid 11 universitet, bland dem Harvard University.